# Unachlorus
Unachlorus is een kevergeslacht uit de familie van de boktorren (Cerambycidae). De wetenschappelijke naam van het geslacht werd voor het eerst geldig gepubliceerd in 2008 door Martins & Galileo.

## Soorten
Unachlorus is monotypisch en omvat slechts de volgende soort:
- Unachlorus viridis Martins & Galileo, 2008